# Sidi Barrani
Sidi Barrani (arab. سيدي برّاني) – miasto w Egipcie, w muhafazie Matruh, w pobliżu Morza Śródziemnego, położone około 95 km na wschód od Libii.

## Historia
W czasie II wojny światowej, 16 września 1940 roku Włosi zajęli miasto. 17 września brytyjskie bombowce zbombardowały Sidi Barrani i Bengazi. Pomiędzy włoskimi wojskami a siłami aliantów pozostał 80-milowy pas „ziemi niczyjej” rozciągający się między Sidi Barrani a umocnieniami w Marsa Matruh. 11 grudnia 1940 roku Brytyjczycy odbili Sidi Barrani.